# أوتو الثالث، دوق كارينثيا
أوتو الثالث (بالألمانية: Otto III.) (1265 - 25 مايو 1310)؛ كان دوق كارينثيا وكونت تيرول منذ 1295 حتى وفاته، وبالمناصفة مع أخوته الصغار لودفيغ وهاينريش.
أوتو هو ابن مينهارد الغوريتسي دوق كارينثيا وإليزابيث البافاري، وأيضا هو شقيق كونرادين ملك صقلية وألمانيا من خلال والدته، وأيضا هو شقيق الأصغر لـ إليزابيث ملكة ألمانيا من خلال زواجها من ألبرشت الأول الهابسبورغية، تزوج من يوفيما الليغنتسية ابنة هنريك الخامس دوق ليغنيتسا، وكان لديهم أربعة بنات منهن آنا التي تزوجت من رودولف الثاني كونت بالاتينات-الراين ابنتهما الوحيدة آن البافارية أصبحت متزوجة من فنتسل الرابع  اللوكسمبورغي ملك بوهيميا وألمانيا وإيطاليا، وأيضا ابنتهما الثانية إليزابيث أصبحت ملكة صقلية من خلال زواجها من بيترو الثاني لديهم الأبناء، في حين ابنتهما أخريات توفوا وهن صغار.